# Vlag van Drenthe
De vlag van Drenthe is bij besluit van Gedeputeerde Staten vastgesteld op 19 februari 1947. Daarmee had Drenthe als eerste Nederlandse provincie een officiële provincievlag. De vlag werd ontworpen door Gerlof Auke Bontekoe, van 1927 tot 1938 burgemeester van Sleen en daarna van het Friese Ooststellingwerf.

## Beschrijving
De vlag wordt in het besluit als volgt beschreven:
Een vlag waarvan de lengte staat tot de breedte in de verhouding van 13:9, wit van kleur, op 2/9 van de breedte, gemeten zowel van de bovenrand als van de onderrand, een rode baan, breed 1/9 van de totale breedte van de vlag. In het witte vlak tussen beide rode banen: in het midden een zwarte, rechthoekige kasteeltoren op een laag voetstuk, voorzien van drie kantelen en een rechthoekige poortopening; ter weerszijden van deze toren telkens drie rode vijfpuntige sterren, allen met één punt naar boven.
Opm. Hierbij staat het woord "breedte" voor de baanbreedte. Meestal spreken we in plaats hiervan over "hoogte".

## Symboliek

### De kleuren
De kleuren van de vlag, wit en rood, zijn de traditionele Saksische kleuren en tevens die van het aartsbisdom Utrecht. Daar berustte lange tijd het bestuur van Drenthe toen het gebied nog deel uitmaakte van het Oversticht.

### De sterren
De zes sterren symboliseren de zes dingspelen Zuidenveld, Oostermoer, Noordenveld, Rolde, Beilen en Dieverderdingspel. Tevens is dit een verwijzing naar de Ster van Bethlehem. In het wapen van Drenthe wordt namelijk Maria afgebeeld.

### De toren
De toren verwijst naar het Kasteel van Coevorden van waaruit de burggraven van Coevorden namens de bisschop van Utrecht de wet handhaafden. Later werd dit gedaan door drosten die namens de aartsbisschop regeerden. De kleur zwart is gekozen uit esthetische overwegingen; de kleur contrasteert goed met de witte achtergrond.

## Ontwerp
De vlag heeft een ongebruikelijke hoogte-breedteverhouding van 9:13, hoewel men in de praktijk ook vaak de meer gebruikelijker verhouding 2:3 aanhoudt.
De basiskleur van de vlag is wit. Op twee negende van de hoogte, gemeten zowel van de bovenrand als van de onderrand, bevindt zich een rode baan, waarvan de hoogte gelijk is aan één negende van de totale hoogte van de vlag. Tussen de beide rode banen staat in het midden van de vlag — volgens de officiële omschrijving — "een zwarte, rechthoekige kasteeltoren op een laag voetstuk, voorzien van drie kantelen en een rechthoekige poortopening; ter weerszijden van deze toren telkens drie rode vijfpuntige sterren, alle met één punt naar boven."